# Hermann Thorade
Hermann Thorade (* 13. April 1881 in Lintel, Herzogtum Oldenburg; † 15. Mai 1945 in Hamburg) war ein deutscher Meereskundler.

## Leben
Er studierte zunächst Mathematik, Physik und Geografie. Nach seinem Studium nahm er eine Lehrtätigkeit im höheren Schuldienst auf. 1907 und 1908 verfasste er seine Dissertation an der Deutschen Seewarte über die kalifornische Meeresströmung. Nach der Verteidigung seiner Dissertation im Jahr 1909 beschäftigte er sich neben seiner Lehrtätigkeit verstärkt mit Forschungen zur ozeanischen Zirkulation, Gezeitentheorie, und zu den Meereswellen. Thorade nahm auch an einigen Forschungsfahrten teil. 1939 wurde zum Leiter der Gruppe Ozeanographie der Deutschen Seewarte berufen. 1942 erhielt Thorade die Professur für Meereskunde an der Universität Hamburg. Er veröffentlichte bis zu seinem Tod zahlreiche populärwissenschaftliche Werke zur Meereskunde, die ihm zu hohem Ansehen verhalfen.